# Алойне дерево

Культивована деревина алое/агар

Алойне дерево, Агарове дерево, Орлине дерево, Каламбака, або Райське дерево — це запашна темна смолиста деревина, яка використовується в пахощах, парфумах і невеликій різьбі. Цю смолисту деревину найчастіше називають «Уд» («Oud» чи "Oudh). Це тверда, смолиста, жирна на дотик деревина, легкозаймиста та при горінні поширює приємний запах бензолу. Отримується зазвичай з дерев роду Аквіларія (Aquilaria) коли їх серцевина заражається типом цвілі (Phialophora parasitica). До зараження серцевина не має запаху, відносно світла і блідо забарвлена; однак, коли інфекція прогресує, дерево виробляє темну ароматну смолу, яка називається алое (не плутати з Aloe ferox, сукулентом, широко відомим як гірке алое) або агар (не плутати з їстівним агаром, отриманим із водоростей), а також gaharu, jinko, oud або oodh aguru (не плутати з Бахур), у відповідь на атаку, яка призводить до дуже щільної, темної, вкритої смолою серцевини. Дерево, просочене смолою, цінується в культурах Східної та Південної Азії за його характерний аромат, і тому використовується для пахощів і парфумів.

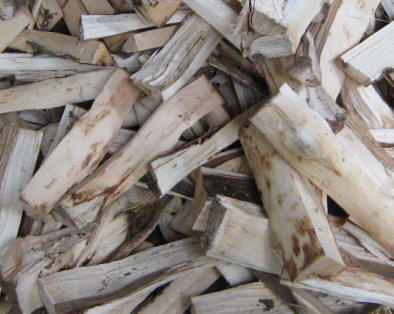
Незаражена деревина аквілярії без темної смоли

Однією з головних причин відносної рідкості та високої вартості агарового дерева є виснаження диких ресурсів. З 1995 року Aquilaria malaccensis, основне джерело, було внесено до Додатку II (види, яким потенційно загрожує зникнення) Конвенції про міжнародну торгівлю видами дикої фауни та флори, що перебувають під загрозою зникнення. У 2004 році всі види Aquilaria були занесені до Додатку II; однак ряд країн мають невирішені застереження щодо цього списку.
На ароматичні властивості агарового дерева впливають порода, географічне розташування, походження гілок, стовбура та коренів, тривалість часу з моменту зараження, а також методи збору та обробки.
Першокласна агарова деревина є однією з найдорожчих природних сировинних матеріалів у світі, у 2010 році ціни на найвищий чистий матеріал сягали $100 000 за кг, хоча на практиці фальсифікація деревини та олії є поширеною, враховуючи ціни лише $100 за кг. На ринку є цілий ряд якостей і продуктів, які відрізняються за якістю в залежності від географічного розташування, ботанічних видів, віку конкретного дерева, культурних відкладень і частини дерева, з якої походить шматок деревини. Станом на  2013, поточний світовий ринок агарового дерева оцінюється в діапазоні 6-8 мільярдів доларів США і швидко зростає.

## Термінологія

### Етимологія
Слово походить з однієї з дравідійських мов, ймовірно, з тамільської அகில் (agil).

### Народні назви

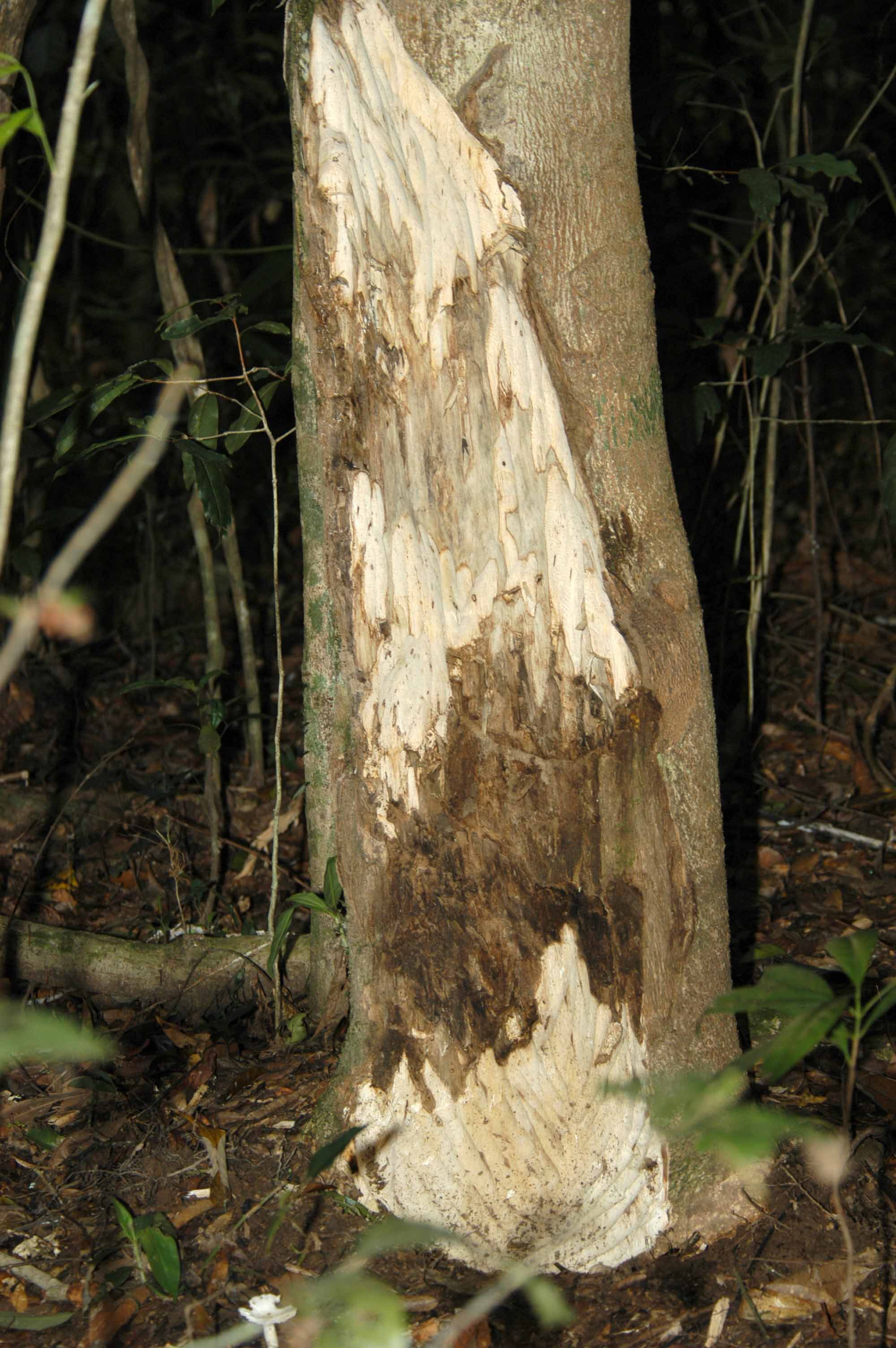
Дерево аквілярії з темнішим агаровим деревом. Браконьєри зскребли кору, щоб дати дереву заразитися аскоміцетною пліснявою.

Агарове дерево відоме під багатьма назвами в різних культурах:
- Інша назва — Lignum aloes або Aloeswood, не має відношення до відомого роду Aloe. Також від aghil через іврит і грецьку.[10]
- Ассамською це називається «хасі» (সাঁচি).[11]
- На бенгальській мові агарове дерево відоме як агор гач (আগর গাছ), а олія агарового дерева — як агор атор (আগর আতর).
- В Одії це називається «агара» (ଅଗର).
- У Камбоджі його називають «chann crassna». Аромат цієї деревини називається «хлоем чанн» (ខ្លឹមចាន់) або «хлоем чанн красна». «khloem» — це тверда деревина, «chann crassna» — це вид дерева Aquilaria crassna на кхмерській мові.
- На хінді воно відоме як агар, що спочатку походить від санскритського aguru.[12]
- На сингальській мові деревина агарового дерева Gyrinops walla відома як «Walla Patta» (වල්ල පට්ට).
- Тамільською мовою це називається «aghil» (அகில்), хоча те, що згадувалося в стародавній тамільській літературі, цілком могло бути Excoecaria agallocha.
- На телугу та каннада воно відоме під тією ж санскритською назвою, що й Агуру.
- Він відомий як Chénxiāng (沉香) китайською, Chimhyang (침향) корейською, Jinkō (沈香) японською та trầm hương в'єтнамською ; все означає «глибокий аромат» і натякає на його інтенсивний аромат. В Японії існує кілька сортів Jinkō, найвищий з яких відомий як Kyara (伽羅).[13][14] У В'єтнамі стародавні тексти також згадують про використання агарового дерева стосовно подорожуючих буддійських ченців.[15]
- Тибетською мовою воно відоме як ཨ་ག་རུ་ (a-ga-ru). У тибетській медицині використовується кілька різновидів: унікальне орлине дерево: жовте орлине дерево: ཨ་ག་རུ་སེར་པོ་ (a-ga-ru ser-po), біле орлине дерево: ཨར་སྐྱ་ (ar-skya) і чорний орлиний ліс: ཨར་ནག་(ar-nag).[16][17]
- І агарове дерево, і його смоляний дистилят/екстракти відомі як уд (عود) арабською мовою (буквально «стрижень/паличка») і використовуються для опису агарового дерева в арабських країнах. Західні парфумери також часто використовують ефірну олію агарового дерева під назвою «oud» або «oudh».
- У Європі його називали Lignum aquila (орлине дерево) або Agilawood, за схожістю з тамільсько-малаяламським aghil'
- Індонезійською та малайською мовами це називається «гахару».
- На Філіппінах він відомий як Lapnisan.
- У Папуа-Новій Гвінеї його називають «гара» або орлине дерево.[джерело?]
- Тайською мовою це відоме як май крицана (ไม้กฤษณา).
- У Лаосі він відомий як май кецана (ໄມ້ເກດສະໜາ).[18]
- У М'янмі (бірманською мовою) він відомий як Thit Mhwae (သစ်မွှေး).

## Історія
Запах агарового дерева складний і приємний, з невеликою кількістю подібних природних аналогів або взагалі без них. У парфумерному вигляді аромат в основному відрізняється поєднанням «східно-деревних» і «дуже м'яких фруктово-квіткових» нот. Дим ладану також характеризується «солодко-бальзамічною» нотою та «відтінками ванілі та мускусу» та смоли амбри (не плутати з амброю). У результаті агарове дерево та його ефірна олія набули великого культурного та релігійного значення в стародавніх цивілізаціях по всьому світу, описуючись як запашний продукт ще в 1400 році до нашої ери у Ведах Індії.
У єврейській Біблії «дерева алое» згадуються в Книзі Чисел 24:6, а аромат, складений з дерева алое, мирри та касії, описаний у Псалмах 45.
Діоскорид у своїй книзі «Materia Medica» (65 р. н. е.) описав кілька медичних якостей агарового дерева (Áγαλλοχου) і згадав про його використання як пахощі. Незважаючи на те, що Діоскорид описує агарове дерево як таке, що має терпкий і гіркий смак, його використовували для освіження дихання при жуванні або у вигляді відвару, який тримали в роті. Він також пише, що екстракт кореня використовувався для лікування шлункових захворювань і дизентерії, а також для лікування легенів і печінки. Використання агарового дерева як лікарського засобу також було зафіксовано в Сахіх Муслім, який датується приблизно восьмим століттям, і в аюрведичному тексті про медичні засоби Сусрута Самхіта.
Ще в третьому столітті нашої ери в стародавньому В'єтнамі хроніка Nan zhou yi wu zhi («Дивні речі з півдня»), написана [Ва Чженем із Східної династії У, згадувала агарове дерево, вироблене в комендатурі Рінан, нині Центральний В'єтнам, і як люди збирав його в горах.
У шостому столітті нашої ери в Японії в записах «Ніхон Шокі» («Хроніки Японії»), другій найдавнішій книзі класичної історії Японії, згадується великий шматок запашного дерева, ідентифікованого як агарове дерево. Джерело цього шматка дерева, як стверджується, з Пурсата, Камбоджа (на основі запаху дерева). Знаменитий шматок дерева все ще зберігається в Японії і сьогодні, і менше ніж 10 разів на століття демонструється в Національному музеї Нари.
Агарове дерево дуже шанується в індуїзмі, китайській народній релігії та ісламі.
Починаючи з 1580 року після того, як Нгуєн Хоанг взяв під контроль центральні провінції сучасного В'єтнаму, він заохочував торгівлю з іншими країнами, зокрема Китаєм і Японією. Агарову деревину експортували у трьох сортах: каламбак (kỳ nam в'єтнамською), trầm hương (дуже схожий, але трохи твердіший і трохи більший) і власне агарове дерево. Фунт Каламбак, куплений у Хойані за 15 таелів, можна було продати в Нагасакі за 600 таелів. Невдовзі лорди Нгуєн заснували королівську монополію на продаж Каламбак. Ця монополія допомагала фінансувати державні фінанси Нгуєна в перші роки правління Нгуєна. Звіти про міжнародну торгівлю агаровим деревом датуються ще тринадцятим століттям, зазначають, що Індія була одним із найперших джерел агарового дерева для зовнішніх ринків.
У розповідях про подорожі Сюаньцзана та Харшачаріта, написаних у сьомому столітті нашої ери в Північній Індії, згадується використання продуктів з дерева агар, таких як «Хасіпат» (матеріал для письма) і «олія алое» в стародавньому Ассамі (Камарупа). Традиція виготовлення письмового матеріалу з його кори все ще існує в Ассамі.
До цього дня він все ще використовується в традиційній китайській трав'яній медицині під назвою Chen Xiāng — 沉香 — буквально означає «тонучий аромат». Його рання згадка міститься в «Різноманітних записах відомих лікарів», 名医别录, Ming Yi Bie Lu, що приписується автору Táo Hǒng-Jǐng c.420-589.

## Виготовлення

### Режим виробництва
Існує сімнадцять видів у роду Aquilaria, великих вічнозелених рослин, що походять із південно-східної Азії, і дев'ять, як відомо, утворюють агарове дерево. Теоретично агарове дерево може бути виготовлено з усіх членів; однак до недавнього часу його переважно виробляли з A. malaccensis. A. agallocha і A. secundaria є синонімами A. malaccensis. A. crassna і A. sinensis є двома іншими представниками роду, які зазвичай збирають. Дерево гірінопс також може давати агарове дерево.

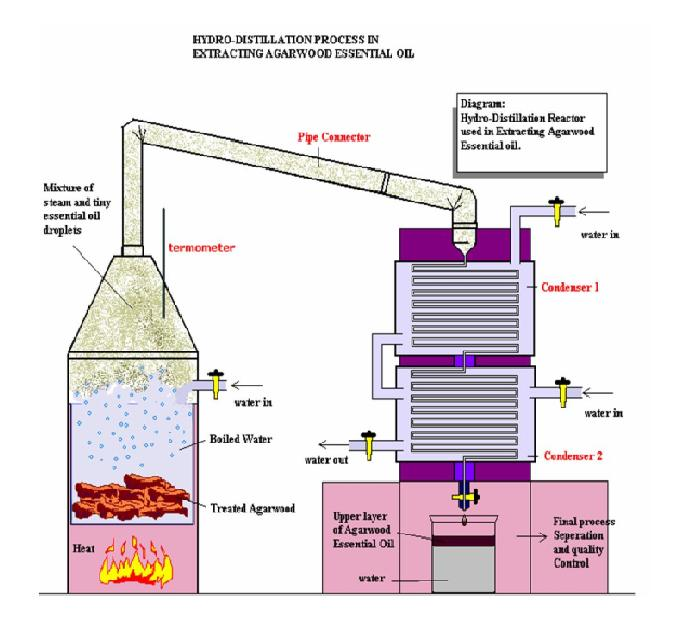
Процес парової дистиляції, який використовується для добування ефірних олій агарового дерева

Утворення агарової деревини відбувається в стовбурі та коренях дерев, у які проникла комаха, що харчується деревиною та маслянистою смолою, жук-амброзія (Dinoplatypus chevrolati). Тоді може виникнути пліснява, і у відповідь дерево виробляє цілісний самозахисний матеріал, щоб приховати пошкодження або інфекції. Хоча неуражена деревина дерева має відносно світлий колір, смола різко збільшує масу та щільність ураженої деревини, змінюючи її колір від блідо-бежевого до жовтого, оранжевого, червоного, темно-коричневого або чорного. У природних лісах лише близько 7 із 100 дерев Aquilaria одного виду заражені та утворюють деревину алое/агар. Поширеним методом у штучному лісівництві є щеплення дерев грибом. Він виробляє «шкідливий сік» і називається «фальшивим» деревом алое/агару.
Олію уду можна дистилювати з агарового дерева за допомогою пари; загальний вихід олії за 70 кг деревини не перевищить 20 мл.

## Парфумерія
Уд став популярним компонентом у парфумерії.
Удове дерево пахне димними деревно-шкіряними акцентами, в яких явно відчуваються бальзамічні і трохи сладковаті ноти з ледь уловимими анімалістичними вкрапленнями.
Більшість брендів створюють твори, засновані або присвячені «уду» або акорду уда, створеному за допомогою використання певних хімічних компонентів запаху. Мало хто з парфумерних будинків використовує справжній уд у своїх творіннях. Це тому, що уд дуже дорогий і потужний. Уд зазвичай використовується як базова нота і традиційно поєднується з трояндою. Ефірна олія уду доступна в Інтернеті, але слід уважно вибирати постачальника. Через те, що уд є таким дорогим матеріалом, існує великий ринок розбавлення олії уду пачулі або іншими хімічними компонентами.

## Види Aquilaria, які утворюють агарове дерево
Наступні види Aquilaria утворюють агарове дерево:
| - Aquilaria acuminata, знайдена в Папуа-Новій Гвінеї, Індонезії та на Філіппінах - Aquilaria apiculata, знайдена на Філіппінах - Aquilaria baillonil, зустрічається в Таїланді та Камбоджі - Aquilaria banaensae, знайдена у В'єтнамі - Aquilaria beccariana, знайдена в Індонезії - Aquilaria brachyantha, знайдена в Малайзії - Aquilaria crassna знайдена в Камбоджі, Малайзії, Таїланді, Лаосі та В'єтнамі - Aquilaria cumingiana, зустрічається в Індонезії та Малайзії | - Aquilaria filaria, знайдена в Новій Гвінеї, Молуккських островах і Мінданао (Філіппіни) - Aquilaria grandiflora, знайдена в Китаї - Aquilaria hirta, зустрічається в Таїланді, Індонезії та Малайзії - Aquilaria khasiana, зустрічається в Бангладеш та Індії. - Aquilaria malaccensis, знайдена в Індонезії, Малайзії, Лаосі, Таїланді та Індії - Aquilaria microcarpa, зустрічається в Індонезії та Малайзії - Aquilaria rostrata, знайдена в Малайзії - Aquilaria sinensis, зустрічається в Китаї та Лаосі - Aquilaria subintegra, знайдена в Таїланді |

*. Агарове дерево Шрі-Ланки відоме як Walla Patta і належить до виду Gyrinops walla.

## Збереження видів, що виробляють агарове дерево
Надмірна заготівля та втрата середовища існування загрожують деяким популяціям видів, що виробляють агарове дерево. Таким чином, стурбованість впливом глобального попиту на деревину агар призвела до включення основних таксонів до Додатку II CITES, який вимагає моніторингу міжнародної торгівлі деревиною агар. Моніторинг проводиться компанією TRAFFIC (спільна програма Всесвітнього фонду дикої природи та МСОП) у Кембриджі. CITES також передбачає, що міжнародна торгівля агаровою деревиною підлягає контролю, спрямованому на те, щоб урожай та експорт не завдавали шкоди виживанню виду в дикій природі.
Крім того, плантації агарового дерева були створені в ряді країн і знову виведені в такі країни, як Малайзія та Шрі-Ланка, як комерційні плантаційні культури. Успіх цих плантацій залежить від стимуляції вироблення агарової деревини на деревах. Було розроблено багато методик щеплення з різним ступенем успіху.

## Дивитися також
- Ладан в Індії
- Сандалове дерево

## Подальше читання
Snelder, Denyse J.; Lasco, Rodel D. (29 вересня 2008). Smallholder Tree Growing for Rural Development and Environmental Services: Lessons from Asia. シュプリンガー・ジャパン株式会社. с. 248 ff. ISBN 978-1-4020-8260-3. Процитовано 8 жовтня 2010.
Jung, Dr. Dinah (1 січня 2013). The cultural biography of agarwood (PDF). University of Heidelberg: HeiDOK: Journal article: JRAS. с. 103—125. Процитовано 30 жовтня 2016.